# Elisabeth Koeten-Ooms
Elisabeth (Betje) Koeten-Ooms (Kralingseveer, 29 december 1888 – Schiedam, 16 november 1968), was samen met Christina Nolet-Kreijns een van de twee eerste vrouwelijke raadsleden van de gemeenteraad van Schiedam (1919-1927). Daarnaast was zij betrokken bij de oprichting van het Groene Kruis Schiedam en de Coöperatieve Vrouwengroep. Koeten-Ooms was lid van de Vrouwengroep SDAP in Schiedam en het Comité Oostenrijkse Kinderen. Daarnaast was ze gedurende 33 jaar regentesse van het Sint Jacobs Gasthuis in Schiedam. Koeten-Ooms was voorvechtster van de rechten van arbeiders, kraamvrouwen en zuigelingen, zieken en ouderen.
- Biografisch Portaal: 90321236